# 베스 메러디스

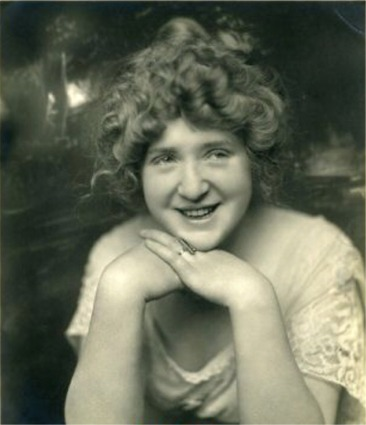

베스 메러디스(Bess Meredyth, 1890년 2월 12일 ~ 1969년 7월 13일)는 미국의 각본가, 배우, 작가, 영화배우이다.
버펄로에서 태어났으며 우들랜드힐스에서 사망하였다. 포리스트 론 메모리얼 파크에 매장되었다.

## 영화
- 조로 (1974년)
- 댓 나잇 인 리오 (1941년)
- 쾌걸 조로 (1940년)
- 메트로폴리탄 (1935년)
- 어페어 오브 셀리니 (1934년)
- 루킹 포워드 (1933년)
- 더 플로디갈 (1931년)
- 쿠바인의 러브송 (1931년)
- 인 게이 매드리드 (1930년)
- 체이싱 레인보우 (1930년)
- 로맨스 (1930년)
- 원더 오브 위민 (1929년)
- 어 우먼 오브 어페어스 (1928년)
- 신비로운 여인 (1928년)
- 씨 비스트 (1926년)
- 벤허 (1925년)
- 타잔 - 엘모 린콘 편 2 (1918년)